# Loris Malaguzzi
Loris Malaguzzi (Correggio, 23 februari 1920 - Reggio Emilia, 30 januari 1994) is de inspirator van Italiaanse kinderopvang in Reggio Emilia, een stad in Noord-Italië. 
"Een kind heeft honderd talen, maar de school en de samenleving stelen er negenennegentig van". Deze uitspraak van Loris Malaguzzi vat een uitgangspunt van de Reggio Emilia-onderwijsprincipes samen. Malaguzzi was pedagoog en charismatisch en bevlogen idealist. Hij ontmoette in 1945 in Reggio enkele ouders die zelf een kleuterschool wilden oprichten. Daar kon Malaguzzi zijn pedagogische ideeën ontwikkelen: het resultaat is dat in Reggio drieëndertig peuter- en kleuterscholen volgens zijn principe werken.